# Îlots Testard
Pour les articles homonymes, voir Testard.
Les îlots Testard sont des îlots de Nouvelle-Calédonie appartenant administrativement à Boulouparis.
Ils sont composés de quatre îlots. 

Elles ont été baptisées en l'honneur du Commandant particulier de Nouvelle Calédonie, puis Gouverneur de l'archipel Jules Marcelin Albert Testard (né le 18 novembre 1814 à Plougastel et mort le 27 février 1851 en Indochine). Arrivé sur l'archipel en 1855, il écrit en 1879, après avoir réprimé une révolte canaque :

« Il faut commencer par détruire cette population si l'on veut vivre en sécurité dans ce pays. Le seul moyen qui paraisse un peu praticable pour en venir à bout, serait de faire des battues comme pour les loups en France, avec plusieurs détachements de trente hommes, détruire les plantations, les villages, et de renouveler ces razzias plusieurs fois par jours à l'approche de la saison des pluies »

.   